# Modèle de métier
Un modèle de métier ou business pattern en anglais est une description générique des règles de travail utilisée en informatique pour réaliser des solutions propres à un métier.
Historiquement, le catalogue des business patterns est apparu durant les années 1990 avec le développement des technologies orientées objet et de l'e-business.